# Epitaph Records
Epitaph Records je hudební vydavatelství, které sídlí v Hollywoodu, čtvrti Los Angeles, v Kalifornii ve Spojených státech amerických. Vydavatelství vlastní kytarista kapely Bad Religion Brett Gurewitz. Vzniklo v 80. letech jako vydavatelství pro desky Bad Religion, ale postupem času se Epitaph změnil ve velké nezávislé vydavatelství.
Epitaph Records se věnuje hlavně vydávaní punkových nahrávek, nahrávala pod ním např. NOFX, Rancid, Pennywise nebo The Offspring.

## Současná velká jména Epitaphu
- Alkaline Trio
- Architects
- Bad Religion
- Beatsteaks
- Bring Me the Horizon
- The Bouncing Souls
- Converge
- Escape the Fate
- Heideroosjes
- Falling in Reverse
- Motion City Soundtrack
- One Last Night
- Millencolin
- Pennywise
- Pulley
- Sage Francis
- Story of the Year
- Tiger Army
- The Weakerthans
- Youth Group
- Joyce Manor